# Изместване
Идентифицирани са два типа изместване. Първият, известен като обектно изместване, се появява, когато човек изразява чувство към друг човек или обект, което фактически трябва да е изразено спрямо трети човек или обект. Обикновено се мисли, че обектното изместване се появява, когато не е възможно да се изрази чувството към основния човек или обект и затова става необходимо чувството да се изрази към втори човек или обект. Има достатъчно изследователски доказателства, че обектното изместване наистина се осъществява, макар че в повечето случаи изследванията са ограничени до изместването на агресията.
Защитната функция на обектното изместване може да има два компонента. Първо, като не се изразява агресията срещу опасна първична цел, човек избягва заплахата от отмъщение. Второ, смята се, че изразяването на чувството или нагона води до катарзисен ефект. Експерименталните изследвания осигуряват известни доказателства за този ефект. По-конкретно, обектното изместване, изглежда, редуцира последващата агресия, но не редуцира физиологичната възбуда.
При втория тип изместване – изместването на нагона, човек измества енергията, асоциирана с някакво чувство, към друго чувство и по този начин изразява чувство, което е различно от първоначално предизвиканото. За разлика от обектното изместване, при изместването на нагона целта остава същата, но чувството е променено. Най-често цитираният случай на изместване на нагона се появява при секса и агресията. От психодинамична гледна точка изместването на нагона се появява, защото въпросният нагон не може да се изрази, така че енергията, свързана с него, се измества към друг нагон, който може да се изрази. Промяната на чувството помага на човек да редуцира лежащия в основата нагон, и то да направи това по приемлив начин.
Изместването може да действа и като верижна реакция, например ядосан работник на шефа си се прибира вкъщи и удря жена си (без особена причина като наказание), която от своя страна удря детето (много вероятно скрито под причина за наказание, тоест защитния механизъм рационализация).